# Heimatverein der Erkelenzer Lande
Der Heimatverein der Erkelenzer Lande ist ein eingetragener und gemeinnütziger Verein mit Sitz in Erkelenz. Der  Heimat- und Geschichtsverein wurde 1948 gegründet, und verfolgt Erforschung und Darstellung sowie Schutz und Pflege von Kultur und Natur des Erkelenzer Landes. Der Verein betreibt eine eigene Bibliothek, die rund 3300 heimatkundliche Bücher umfasst, und gibt selbst Schriften heraus. Die Geschäftsstelle des Vereins befindet sich im Gebäude der Stadtbibliothek Erkelenz. 

## Geschichte
Der Heimatverein wurde 1948 mit Josef Rick als erstem Vorsitzenden gegründet. Vorgänger war der Erkelenzer Geschichts- und Altertumsverein aus dem Jahre 1920. Bei Vereinsgründung nach dem Zweiten Weltkrieg war der damalige Landkreis Erkelenz das Wirkungsgebiet des Vereins. Als der Kreis im Kreis Heinsberg aufging, bedeutete dies für den Verein eine tiefe Zäsur. Stellte doch gerade das nördliche Kreisgebiet mit seiner Wald- und Wasserlandschaft ein wichtiges Betätigungsfeld für den Verein dar. Der Naturforscher Edmund Knorr hatte hier zahlreiche Exkursionen geleitet und sich für den Naturschutz eingesetzt. Auch war für den damaligen Vorsitzenden Friedel Krings die Pflege der Reetdächer in Dörfern wie Schwaam und Rickelrath ein großes Anliegen.
Auf lokaler Ebene entstanden ab 1972 neue Heimat-, Geschichts- oder Museumsvereine, so in Wegberg, Beeck und Niederkrüchten, letzteres gehört heute zum Kreis Viersen, um die Jahrtausendwende schließlich auch in Hückelhoven. Zu diesen Vereinen pflegt der Heimatverein der Erkelenzer Lande freundschaftliche Kontakte und steht in einem Schriftentausch mit ihnen. Er engagiert sich weiterhin in dem historischen Raum des ehemaligen Landkreises; so zum Beispiel mit Aufsätzen in seinen Publikationen. 2012 wurde ein eigener Arbeitskreis für die Stadt Hückelhoven gebildet.
1980 trat der Vorsitzende Friedel Krings nach 30-jähriger Amtszeit zurück, Nachfolgerin wurde kommissarisch Käthe Micus. Noch im selben Jahr wurde Franz-Josef Pangels Vorsitzender. 1982 erfolgte eine Neubelebung des Vereins, beteiligt waren Vertreter der Stadtverwaltung und Mitglieder des Stadtrates. Seither ist der jeweilige Erste Beigeordnete der Stadt 2. Vorsitzender und der Vorsitzende des Kulturausschusses geborenes Mitglied im Vorstand. Von nun an hatte der Stadtarchivar Theo Görtz die Geschäftsführung inne. Diese Doppelfunktion, die erhebliche Synergieeffekte zur Folge hatte, bestand bis zu seiner Pensionierung 2013. Theo Görtz blieb bis 2022 Geschäftsführer. 2023 wurde Astrid Wolters seine Nachfolgerin. Von 2005 bis 2020 führte Günther Merkens den Verein, seither ist Rita Hündgen Vorsitzende. 
Im Dezember 2018 hatte der Verein rund 1400 Mitglieder, meist Einzelpersonen, aber auch Vereinigungen wie der Bauverein Erkelenz. Neben dem zehnköpfigen Vorstand gehören die Arbeitskreisleiter zum erweiterten Vorstand.

## Selbstbild und Ziele
Der Verein sieht sich als einer der tragenden Säulen im kulturellen Leben der Erkelenzer Lande. Das Heimatbewusstsein der Einwohner soll geweckt, gestärkt und erhalten werden.
Daraus leitet der Verein folgende Ziele für seine Tätigkeiten ab:
- Erforschung und Darstellung der Geschichte
- Kenntnis, Schutz und Pflege der Landschaft und der kulturellen Güter
- Einflussnahme auf die Gestaltung der heimatlichen Umwelt
- Exkursionen, die der kunst- und kulturgeschichtlichen Weiterbildung dienen
- Initiierung und Förderung von kulturellen Einrichtungen und Veranstaltungen
- Pflege des Chorgesangs

## Arbeitskreise
Im Verein bestehen verschiedene Arbeitskreise, die die oben erwähnten Ziele umsetzen. Erforschung und Darstellung der Geschichte ist der älteste Arbeitskreis. In seiner Aufgabe liegt auch die Herausgabe der Schriftenreihe. In jedem Monat erfolgen Ausstellungs- und Museumsfahrten sowie Städtefahrten zu nationalen und internationalen Zielen. Zahlreiche Wanderungen und Fahrradtouren werden angeboten. Eigene Themenrouten werden entwickelt und mit Handzettel vorgestellt. Der Cornelius-Burgh-Chor widmet sich nicht nur den Werken seines Namensgebers. Die Freunde der Mineralien und Fossilienkunde stammen zum Teil aus den benachbarten Niederlanden. Sie unterhalten am Franziskanermarkt in ihrem Vereinsraum ein eigenes Museum. Im Erkelenzer Land unterscheidet sich die Mundart je nach Ort. Bei regelmäßigen Treffen wird sie noch gesprochen und so am Leben erhalten. Der Alte Friedhof Brückstraße wird gärtnerisch gepflegt. Seine Grabstätten und dessen Kleindenkmale werden in Schrift und Bild dargestellt. Die Geschichte von Hückelhoven und seinen Ortsteilen wird erforscht. Die Genealogie beschäftigt sich mit den Familien der Region. Der jüngste Arbeitskreis Virtuelles Museum der verlorenen Heimat, gebildet 2015, entwickelt ein virtuelles Museum, zunächst exemplarisch für das Dorf Keyenberg, das dem Tagebau Garzweiler II weichen muss. Im Herbst 2018 wurde das virtuelle Museum online gestellt.

## Sonstige Aktivitäten (Auswahl)
- Alljährlich finden Vorträge – vor allem zu historischen Themen – im Alten Rathaus statt.
- In Zusammenarbeit mit wissenschaftlichen Institutionen werden Symposien veranstaltet. 
  - Oktober 2011 wurde mit der Philosophischen Fakultät der Heinrich-Heine-Universität Düsseldorf ein Symposium in der Leonhardskapelle und im Alten Rathaus durchgeführt zum Thema Wallfahrt und Kulturbegegnung. Das Rheinland als Ausgangspunkt und Ziel spätmittelalterlicher Pilgerreisen.
  - Im ehemaligen Kloster Hohenbusch wurde im März 2013 eine dreitägige Tagung, geleitet von Ralf Georg Czapla und Harald Horst, veranstaltet. Thema war die Wissenstradition zwischen Handschrift und Wiegendruck – Das Kreuzherrenkloster Hohenbusch an der Wende von Spätmittelalter zur Frühen Neuzeit, Kooperationspartner war die Erzbischöfliche Diözesan- und Dombibliothek Köln.
  - November 2014 fand wiederum im ehemaligen Kloster Hohenbusch eine interdisziplinäre Tagung mit internationalen Referenten zu „Heimat in Literatur, Sprache und Kunst. Annäherungen an einen problematischen Begriff“ statt. Mitveranstalter war das Institut Germanistik der Heinrich-Heine-Universität Düsseldorf. Geleitet wurde die Veranstaltung, wie schon 2011 von Helmut Brall-Tuchel.
  - Seit 2017 finden die "Erkelenzer Museumsgespräche" statt, um Aspekte des Virtuellen Museums zu diskutieren. Geleitet wird die eintägige Veranstaltung von Professor Hiram Kümper vom Historischen Institut der Universität Mannheim.
- Ausstellungen wurden organisiert. Hier eine Auswahl: September 1958 wurde mit Hilfe von Hans Kisky im Alten Rathaus Christliche Kunst im Erkelenzer Land gezeigt. Anlass war die 500-Jahr-Feier des Lambertiturmes. In Haus Spiess wurden drei Ausstellungen veranstaltet. 2008 und 2012 wurden die historischen Persönlichkeiten Arnold von Harff und Anton Raky vorgestellt, letztere Ausstellung wurde vom Verein selbst kuratiert. 2017 widmete sich eine Ausstellung Erkelenzern Bildhauern aus dem 18. bis zum 20. Jahrhundert, Kuratorin war die Kunsthistorikerin Christina Clever-Kümper. 2020 erfolgte ein Ausstellung über  Ordensschwestern im Erkelenzer Land.
- Neben dem vereinsinternen Cornelius Burgh Chor wurden Konzerte anderer Künstler unterstützt.
- Bronzene Gedenktafeln wurden an die ehemaligen Standorte historischer Baudenkmäler und Stadtbefestigung angebracht. Ein Historischer Stadtrundgang wurde ausgewiesen, der diese Orte verbindet. An manchen Standorten sind mit Hilfe eines QR-Codes historische Informationen abrufbar.
- Unterstützung erfährt Die Route gegen das Vergessen, die an zwölf ausgewählten Stationen an das nationalsozialistische Unrecht erinnert, und Stolpersteine in Erkelenz. Eine Initiative der Gemeinschaftshauptschule. Stadtführungen zu diesen Themen werden angeboten.
- Etliche Spendenaktionen zum Erhalt historischer Objekte wurden seit Vereinsgründung veranstaltet.
- Um den Ersten Advent veranstaltet der Verein im Alten Rathaus eine Bücherbörse. Angeboten wird heimatkundliche Literatur und sonstige Bücher.
- 2015 wurde der Rheinische Verein für Denkmalpflege und Landschaftsschutz unterstützt, als dieser das Heft Erkelenz, Heft 556 der Reihe Rheinische Kunststätten, herausgab.

## Besondere Beziehungen
- Nach dem Zweiten Weltkrieg war der Lambertiturm, der Kirchturm von St. Lambertus (Erkelenz), stark beschädigt und drohte einzustürzen. Oktober 1951 bildete der Verein einen Arbeitskreis, das Komitee zur Wiederherstellung des Lambertiturmes und veröffentlichte hierzu einen Aufruf. Mit Hilfe der Kreisbevölkerung konnte der Turm gerettet werden, er wurde schließlich zum Mahnmal für alle Gefallenen des Zweiten Weltkrieges aus dem Gebiet des Kreises Erkelenz erklärt. Eine Bronzetafel – geschaffen vom Kölner Josef Jaekel – wurde zum Abschluss an der Nordwestseite installiert. Sie zeigt den Erzengel Michael im Kampf mit dem Drachen und den im Zweiten Weltkrieg beschädigten Lambertiturm. Alljährlich legt der Verein zum Volkstrauertag einen Kranz am Turm nieder.
- Der Verein fühlt sich, da das historische Erkelenz ehemals als Teil des Oberquartiers Geldern zum Herzogtum Geldern gehörte, diesem verbunden. Sein Emblem orientiert sich an dem Erkelenzer Stadtwappen. Es zeigt den Geldernschen Löwen und die Geldernsche Rose, eine Mispelblüte. Der Verein nimmt an den Gelderntagen, dem internationalen Treffen von Geschichts- und Heimatvereinen, teil. In allen Erkelenzer Stadtteilen, die zum Herzogtum gehörten, wurden Mispelbäume gepflanzt.
- Aufgrund seiner Geschichte und räumlichen Nachbarschaft fühlt sich der Verein neben dem Rheinland auch mit dem maasländischen Raum verbunden, wie es z. B. in der Architektur des Lambertiturms zum Ausdruck kommt. Dieser Raum mit seinen Städten ist häufiges Ziel von Studienfahrten. Mit einigen niederlän- dischen und belgischen Heimatvereinen wird Kontakt und Schriftentausch gepflegt.

## Publikationen
- In der Erkelenzer Volkszeitung veröffentlichte der Verein von Januar 1949 bis 1956 in unregelmäßigen Abständen als Beilage Unsere Heimat. Sie enthielt jeweils mehrere Aufsätze, manchmal mit Zeichnungen oder Fotos bebildert.
- Von 1952 bis 1972 war der Heimatverein mit dem Landkreis Erkelenz Herausgeber der Heimatkalender der Erkelenzer Lande.
- Die Schriften des Heimatvereins der Erkelenzer Lande (Schriftenreihe mit Monografien und Sammelbänden) wurden von 1981 bis 2021 publiziert. Bisher wurden 32 Bücher in der Reihe herausgegeben.
- Erkelenz. Mittendrin und Rundherum. Stadt und Land im Wandel. Der Bildband erschien 2012
- Dokumentationen zu den drei Ausstellungen über Anton Raky, den Erkelenzer Bildhauern und den Ordensschwestern wurden als Broschüren erstellt
- Es wurden CDs zu verschiedenen Themen produziert; insbesondere zur Mundart, zur Genealogie sowie zu Konzerten des Cornelius-Burgh-Chores.
- Faltblätter zu ausgewählten Radtouren und Broschüren zu historischen Themen wurden entworfen.
- Historische Bauwerke werden als Kartonmodellbauten angeboten.
- Mathias Baux: Chronik der Stadt Erkelenz und des Landes von Geldern wurde September 2016 von Hiram Kümper und einem Team am Historischen Institut  der Universität Mannheim herausgegeben. Die Neu-Edition in zwei Bänden umfasste Faksimilie, Transkription, Übersetzung sowie Erläuterungen und Kommentare.